# バーチャコール
『バーチャコール』 (Virtuacall) は、フェアリーテールから発売された18禁恋愛アドベンチャーゲームのシリーズ、および同シリーズに登場する出会い系ネットワークである。人気風俗のQ2を、美少女キャラを相手に仮想体験する。
本シリーズは、触覚までをも伝達できるデバイス「バーチャルヘッドギア」を用いて相手の顔や姿が見える女性たちをナンパする内容となっており、一部メディアはテレクラとVRを合わせた雰囲気だとしている。

## バーチャコール
『バーチャコール』は1995年2月24日にPC-9800シリーズやFM-TOWNSで発売され、1996年4月26日にはWindows 3.1版も発売された。
この当時はバーチャコールも単純に1対1の会話の場を提供するという形であり、接続時に回線を選んでもその先にいるヒロインは1人だけであった。
多数のヒロインが登場するが、エンディングは1種類である。

## バーチャコール2
『バーチャコール2』は1995年12月22日にPC-9800シリーズやFM-TOWNSで発売され、Windows 3.1版も1996年10月25日に発売された。
PC98版、TOWNS版、Window版ともにイメージソングを収録した8cmシングルCDが付属している。
パッケージイラストの原画はうのまこと（宇野真名義）、セルワークはジーベックによる物。
女の子と話をして、デートの話をとりつけ、エッチに持ち込むという基本パターンは前作同様。本作は、触れ合う感覚までを
この作品では新しいフィーチャーとして、複数人のヒロインと同時に話をする回線である"パーティーライン"が追加された。バーチャコールに接続するとまずパーティーラインに接続されるようになった。そこで何人かのヒロインと会話を行い、その進行によって対象となる相手が絞られ、その中の一人とのツーショット接続へと移行する。
タイトル画面は、真っ白な背景にタイトルロゴが表示される点やロゴのフォントを『バーチャファイター2』に似せている。ゲームクリア後にはCGとBGMの鑑賞モードが追加され、タイトル画面が「バーチャコール2.1」に変化するのだが、元ネタの「バーチャファイター2.1」と同様、小さな「.1」を付けるというこだわりようである。また、マニュアルの表紙には登場キャラクターの「ヒトミ」の立ち絵を3Dポリゴン風にしたイラストが配され、元ネタに実在する書籍を意識した「バーチャコール2マニアックス」というタイトルが付けられており、攻略コーナーは格ゲーの攻略記事風に書かれている。
アームスの制作によるアダルトアニメ化もされている。
ライターの芹澤正芳は『このレトロゲームを遊べ！』の美少女ゲームを特集したコーナーの中で同作を取り上げており、相手に回線を切られないよう、たくさんの会話の選択肢の中から、相手の好みに合わせて選択するのが案外難しく、結構ドキドキしたと述べている。

## フェアリーテールRemix vol.3 with バーチャコール2.2
『フェアリーテールRemix vol.3 with バーチャコール2.2』は1996年11月29日にWindows 3.1/95用ソフトとして発売された。
「バーチャコール2.2」はフェアリーテールブランドのファンディスク、フェアリーテールREMIX vol.3にブランド作品のアクセサリー集と共に収録された「VC2」のサイドストーリー。
「2.2」とあるが、本編のバージョンアップ版ではなく、バーチャコール2の世界を舞台とし、本作オリジナルキャラクターを主人公・メインヒロインに据えたコマンド選択式アドベンチャーゲームとなっている。

## バーチャコール3
『バーチャコール3』は1997年7月25日にWindows 3.1/95用ソフトとして発売された。
初回特典として、本作発売当時に流行していた「プリント倶楽部」を模した16枚綴り特製シール『プリシアクラブ』が同梱されている。
パーティーラインにおけるシステムに、接続しているヒロインの中から一人を選んで、その一人に重点を置いて会話を行う"ロックオンシステム"が追加されている。

### スタッフ
- シナリオ:ヘンリー澁澤、JUN、石川洋一、草薙こうたろう、宮村優
- 原画:藤井純生、あさの、麟楽俊、水城たくや、たもりただぢ、畑まさし、酒井ヒロヤス
- 音楽:DOORS（現：DOORS MUSIC ENTERTAINMENT）
  - ED:僕のひまわり
作詞:吉田文
作曲:吉田文
歌:くにたけみゆき

## ProjectVC＋フェアリーテールRemix vol.4
『ProjectVC＋フェアリーテールRemix vol.4』は1998年4月24日にWindows 95/98用ソフトとして発売された。
初回特典としてチェンジングマウスパッドが付属。
バーチャコールのオペレーターを育成するミュレーション「ProjectVC」とフェアリーテール作品のファンディスク「フェアリーテールREMIX4」の2枚組。
プレイヤーは1ヶ月かけてバーチャコールの新人オペレーターを育成する。AIであるヒロインは会話などの基本的な教育はされているので、一般常識などを教育していくことになる。育成方針によって性格が変わり、CGや声のトーンにも反映される。外見は最初は子供だが、育成が進むにつれて成長していく。
なお、原画はさいとうつかさが担当している。
Disk2には3のサイドストーリー「バーチャコール・山賊版」や、バーチャコール3の画像と音声を使用してオリジナルムービーを作成できる「Fairytale Selector」、「ProjectVC」のテーマソング、「ロマンスは剣の輝きII」のテーマソング（先行収録）、3のBGMのCDアレンジ版、3やNatural -身も心も-等のデスクトップアクセサリーが収録されている。

## バーチャコールS
『バーチャコールS』は1998年10月29日に18歳以上推奨ソフトとしてKIDよりセガサターンで発売された、バーチャコール3のアレンジ移植版である。一部2の登場キャラクターが追加されている。グラフィックは32000色のCGが採用され、ヒロインは豪華声優陣が演じている。シャトルマウス、セガマルチコントローラー対応。
初回限定版と通常版が存在し、それぞれジャケットデザイン、ディスク枚数などの違いが有る。
初回限定版には本編ディスクの他、『スイートボイス「よびかけ君」』ディスクが同梱されており、これを利用して会話中にヒロインが主人公を呼ぶ際の名前をボイス付きにできる。
ただし用意されている名前は300通り＋あだ名が50通りで、その中に存在しない名前をボイス付きにできない。また、使用には空きメモリーブロックが最低4097ブロック必要であり、本体のメモリーのみでは足りず、使用にはパワーメモリーが必須となる。
バーチャコールにアクセスすると3人の女の子たちと話をするパーティラインに繋がることになる。女の子に本当の名前を教えてもらうまでは、ニックネームで呼ぶことになる。彼女たちの質問にどう答えるかによって好感度が変わる。プレイヤーに最も関心のある女の子と、ツーショット回線に移行することになる。ある程度仲良くなると、自宅の電話番号を教えてくれたり、デートの約束もできる。実際に会ってデートする時にも選択肢が存在する。デートスポットによっては美麗なCGが表示される場面が用意されている。

### スタッフ
- 音楽:
  - OP:loop the doop
作詞:吉田文
作曲:吉田文
歌:くにたけみゆき

## バーチャコール クロニクル
『バーチャコール クロニクル』はF&C FC01から2004年8月のコミックマーケットで発売され、その後同年9月24日に一般のルートでも発売された、1～3までの各作品をADVWin32システムに移植したカップリング作品である。
移植にあたって一部のキャラクターの原画担当者が変更になっている。
1～3の各作品が個別にインストールできる形であるが、1および2のBGMファイルはmp2ファイルとなっているのに対し、3のBGMはオリジナル同様MIDI方式となっておりエンディング曲だけがmp2となっている。
また、コミックマーケット先行販売版と一般販売版では製品仕様が異なり、先行販売版はパッケージがトールケース使用、一般販売版はB5サイズのボックスケース使用でサウンドトラックが同梱されており、ジャケットイラストもそれぞれ別物となっている。
なお、一般販売版に付属のサウンドトラックCDには、3のBGMの他Sのボーカル曲も収録されている。